# Anders Kompass
Anders Kompass, né le 25 août 1955 à Karlskoga est un fonctionnaire suédois, directeur des opérations de terrain au haut commissariat de l'Organisation des Nations unies pour les droits humains.

## Biographie
Anders Kompass entame une carrière dans l'humanitaire au Guatemala en 1975, avant d'être recruté à l'ONU dans les années 1980 par le diplomate Pierre Schori, organisation où il demeure plus de 35 ans. Son travail est particulièrement centré sur l'Amérique Centrale et sur le continent Africain.
Il est mis en cause une première fois dans une enquête de l'ONU à la suite de la publication des télégrammes américains par WikiLeaks. Soupçonné d'avoir transmis des informations au Maroc sur la question du Sahara occidental et d'avoir empêché des enquêtes sur la question des droits de l'homme sur place, il est questionné et son ordinateur est fouillé, mais aucune preuve n'est trouvée contre lui et Kompass nie les accusations dont il fait l'objet.
Par la suite il est à l'origine de la fuite du rapport confidentiel de l'ONU sur les « Abus sexuels sur des enfants par les forces armées internationales », qu'il transmet à la justice française en juillet 2014 en estimant que l'organisation tardait à agir. Révélée fin avril 2015 par le journal britannique The Guardian, cette fuite lui vaut d'être suspendu de ses fonctions huit mois plus tard pour manque de respect des procédures, l'ONU, en particulier le haut-commissaire Al-Hussein, estimant qu'il ne peut pas être considéré comme un lanceur d'alerte. Sa défense est assurée par Bea Edwards, directrice du Government Accountability Project. Le 1er mai, The Guardian explique qu'il a reçu le 30 juillet 2014 une lettre de remerciement de la représentation française à Genève pour avoir donné l'alerte.
En juin 2016, Anders Kompass annonce sa démission de l'Organisation des Nations unies pour protester contre « la totale impunité » dont bénéficient les auteurs des viols commis en Centrafrique, avec prise d'effet à la fin du mois d'août.